# Mitja Skubic
Mitja Skubic, slovenski jezikoslovec, romanist, hispanist, univerzitetni profesor, * 19. december 1926, Ljubljana, † 16. september 2015, Ljubljana.

## Življenje
Mitja Skubic se je rodil 19. decembra 1926 v Ljubljani. Njegova mati je bila doma iz Idrije, oče pa iz Ljubljane. Osnovno šolo je obiskoval na učiteljišču na današnji Gimnaziji Ledina, nato pa se je 8 let šolal na klasični gimnaziji, danes je tam OŠ Prežihovega Voranca v Ljubljani. Leta 1942 so ga skupaj z drugimi dijaki italijanski okupatorji deportirali v taborišče v Gonarsu.  V Zagrebu je začel študirati veterino, a je študij po enem letu opustil in se vpisal na romanistiko, po dveh letih pa je študij nadaljeval v Ljubljani. Leta 1952 je diplomiral iz italijanskega jezika s književnostjo in leta 1954 še iz francoskega jezika s književnostjo na Filozofski fakulteti
Univerze v Ljubljani. Leta je 1965 tu doktoriral s tezo iz skladnje italijanskega glagola. Za docenta za romansko filologijo je bil izvoljen leta 1966. Strokovno se je izpopolnjeval na univerzah v Firencah, Palermu in Rimu. Od 1958 do upokojitve leta 1997 je predaval na oddelku za romanske jezike in književnosti na Filozofski fakulteti Univerze v Ljubljani, od 1982 kot redni profesor za romansko jezikoslovje in španski jezik. Leta 1981 je po njegovi zaslugi začela na ljubljanski filozofski fakulteti delovati katedra za španski jezik, za kar je kot edini Slovenec leta 1998 od španskega kralja Juana Carlosa prejel špansko državno odlikovanje Reda Izabele Katoliške za zasluge španske kulture in jezika; istega leta pa je bil imenovan tudi za zaslužnega profesorja Univerze v Ljubljani. Na oddelku za romanistiko je deloval še do leta 2001. Leta 2004 mu je italijanski predsednik Carlo Azeglio Ciampi podelil italijansko državno odlikovanje Red zvezde italijanske solidarnosti za njegovo delo. V prostem času je rad potoval in hodil v hribe. Po upokojitvi se je posvetil pisanju in izdajanju znanstvenih in pedagoških monografij. Umrl je 16. septembra 2015 v Ljubljani, star 88 let.

## Delo
Svetovni strokovni javnosti je znan kot avtor vsaj 100 člankov, recenzij in drugih prispevkov v vsaj petih jezikih, katere vsebina priča o njegovi veliki strokovni razgledanosti in znanstveni radovednosti. Ukvarjal se je z jezikoslovnimi, zlasti skladenjskimi pojavi v romanskih jezikih, obsegajoč italijanščino, španščino,  katalonščino, furlanščino, romunščino, romansko onomastiko in toponomastiko, španskimi kulturnimi vplivi na Slovenskem in z zgodovino romanskega jezikoslovja na Slovenskem.
Področje njegovih preučevanj je zajemalo diahrono in sinhrono jezikoslovje. Pri ukvarjanju z jezikoslovno tematiko se je namreč posvečal predvsem raziskavam, ki hkrati osvetljujejo tudi pojave sodobnega jezika, po drugi strani pa se je zanimal za tiste posameznosti sodobnega jezika, ki se lahko razložijo zgodovinsko, razvojno s filološko metodo jezikoslovnega raziskovanja. Ta najizrazitejša značilnost njegovega dela kaže na izhajanje iz ljubljanske romanistične šole Franca Šturma (1881–1944), Stanka Škerlja (1893–1975) in Antona Grada (1907–1983).
Njegovo znanstveno delo je moč razdeliti v tri smeri. Prva je posvečanje vprašanjem italijanskega in romanskega glagola, posebej oblikam za preteklik, kjer tehta vrednost glagolskih paradigem za preteklost (Prispevki k poznavanju zgodovine preterita v italijanščini, SAZU, 1970). Nastanek sestavljenih oblik je poskušal razumeti kot željo romansko govorečih ljudi, da se izrazi resnični perfekt, kar je obenem izraz stanja v sedanjosti kot rezultat nekega dejanja v preteklosti.
Druga smer njegovega znanstvenega delovanja je posvečanje beneškim govorom v Istri, na kar se vežejo preučevanja odnosov med slovanskimi in romanskimi jeziki oz. narečji ob zahodni slovenski meji – na jezikovno in etnično stičnih ali celo mešanih ozemljih,   (italijanščina, furlanščina in beneška narečja) in to na različnih jezikovnih ravneh (izposojenke, leksikalni in skladenjski kalki). Izhajal je iz prepričanja, da so bolj kot število prevzetih tujih besed pomembni kalki; pomenski in skladenjski, saj kažejo na posnemanje in prevajanje tujih jezikovnih struktur. Obstoj teh kalkov v zahodno-slovenskih narečjih na Tržaškem, Goriškem, v Benečiji in Kanalski dolini kaže na tesno, večstoletno trajajočo sožitje slovenskega in romanskega sveta na zahodni slovenski etnično-jezikovni meji.
Tretja smer njegovega znanstvenega in pedagoškega dela je primerjalno romansko jezikoslovje. Jezikovno dogajanje v določenem romanskem jeziku opisuje v razmerju z latinščino (diahrono), pa tudi v razmerju z drugim romanskim jezikom (sinhrono), pri tem pa zmeraj upošteva sociološko-lingvistično razsežnost, npr. za slovenščino v zahodni Sloveniji in prevladi italijanščine kot uradnega jezika in jezika javnosti avtonomne dežele [Furlanija – Julijska krajina]. Svoja opažanja na tem področju je izpostavil v različnih besedilih, npr. v časopisnih člankih in leposlovnih revijah.
Od 1955 do 2007 je urejal jezikoslovno revijo Linguistica  in od 1991 do 2006 literarno-jezikoslovno revijo Verba Hispanica. Obe reviji še naprej izdaja Znanstvena založba Filozofske fakultete Univerze v Ljubljani.
Eden od njegovih (najljubših) predmetov jezikoslovnih predavanj je Don Kihot, roman Miguela de Cervantes. Študenti in sodelavci so mu pripisovali celo vizualno podobnost z istoimenskim glavnim junakom tega dela.

## Dela
- Uvod v romansko jezikoslovje  (1982, 1996)
- Romanski jeziki  (1988)
- Kopitar in romanski jeziki  (1996)
- Romanske jezikovne prvine na zahodni slovenski jezikovni meji  (1997)
- Slovenske jezikovne prvine v obsoški furlanščini  (2006)
- Romanistika na Slovenskem  (2010)